# کوه راگانگ
کوه راگانگ (به لاتین: Mount Ragang) یک آتشفشان چینه‌ای در فیلیپین است. کوه راگانگ ۲٬۸۱۵ متر بالاتر از سطح دریا واقع شده‌است.